# Novovorontsovka (huyện)
Huyện Novovorontsovka (tiếng Ukraina: Нововоронцовський район, chuyển tự: Novovorontsovkas’kyi raion) là một huyện của tỉnh Kherson thuộc Ukraina. Huyện Novovorontsovka có diện tích 1005 km², dân số theo điều tra dân số ngày 5 tháng 12 năm 2001 là 24595 người với mật độ 24 người/km2. Trung tâm huyện nằm ở Novovorontsovka.